# Leipziger koralen
De 18 Leipziger koralen (BWV 651-668) of Choräle von verschiedener Art (vrij vertaald: diverse soorten koralen) is de naam die is gegeven aan een manuscript van Johann Sebastian Bach met een verzameling van achttien koralen, gecomponeerd door Bach in de jaren veertig van de 18e eeuw, en waarschijnlijk bestemd om te worden gepubliceerd.

## Het manuscript van de Leipziger koralen
Het manuscript van de Leipziger koralen bevindt zich in de Staatsbibliothek zu Berlin. en is door Bach voor het grootste deel zelf uitgewerkt. Bachs leerling Johann Christoph Altnickol, en latere schoonzoon, was verantwoordelijk voor de schoonschriftversies van BWV 666 en 667.
Het laatste werk (BWV 668) dat in deze bron gescheiden is van voorgaande zeventien, is van een anonieme hand. Mogelijk van Gottfried Siegmund Heesemans, een verre verwant van Anna Magdalena Bach en in Bachs laatste levensfase diens privé-secretaris. Het manuscript omvat ook, in schoonschrift, de zes orgelsonates (BWV 525-530) en een late versie van de vijf canonische 'veranderingen' van het kerstlied 'Vom Himmel hoch da komm ich her' (BWV 769a).

## De 18 Leipziger koralen

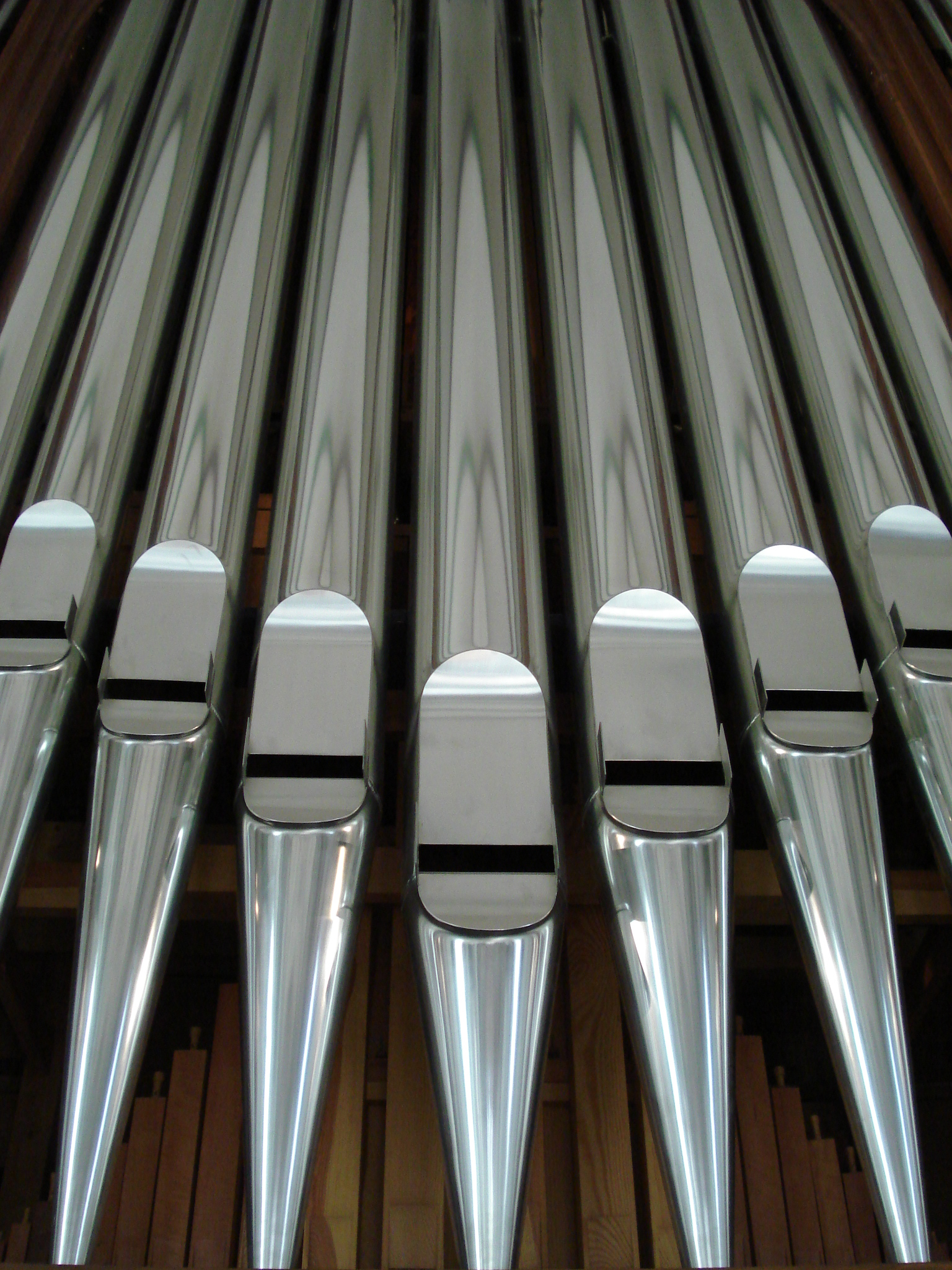

1. Komm, Heiliger Geist, Herre Gott, BWV 651
2. Komm, Heiliger Geist, Herre Gott, BWV 652
3. An Wasserflüssen Babylon, BWV 653
4. Schmücke dich, o liebe Seele, BWV 654
5. Herr Jesu Christ, dich zu uns wend, BWV 655
6. O Lamm Gottes, unschuldig, BWV 656
7. Nun danket alle Gott, BWV 657
8. Von Gott will ich nich lassen, BWV 658
9. Nun komm, der Heiden Heiland, BWV 659
10. Nun komm, der Heiden Heiland, BWV 660
11. Nun komm, der Heiden Heiland, BWV 661
12. Allein Gott in der Höh sei Ehr, BWV 662
13. Allein Gott in der Höh sei Ehr, BWV 663
14. Allein Gott in der Höh sei Ehr, BWV 664
15. Jesus Christus, unser Heiland, BWV 665
16. Jesus Christus, unser Heiland, BWV 666
17. Komm, Gott Schöpfer, Heiliger Geist, BWV 667
18. Vor deinen Thron tret ich hiermit, BWV 668

De Leipziger koralen zijn grootschalige werken, met een scheiding tussen de stemmen van het koraal en de rest (behalve in BWV 656). De individuele stukken met een toonzetting op hetzelfde koraal zijn bij elkaar geplaatst.
De verzameling opent met het pinksterkoraal Komm, heiliger Geist, Herre Gott. De eerste toonzetting plaatst het koraal in de pedaalpartij, terwijl de bovenstemmen op de eerste lijn van het koraal variëren. In de tweede toonzetting wordt elke muzikale lijn uitgewerkt als een fugato, met imiterende figuren.
Ook de drie toonzettingen van Nun komm, der Heiden Heiland zijn verschillend. De eerste zetting is in een zwierige stijl ('coloriert'), met versierende inleidingen voor elke muzikale lijn. De tweede zetting is een trio en de derde een fuga waarin de manualen een subject uitwerken gebaseerd op de eerste.
De Leipziger koralen zijn, na het Wohltemperierte Klavier, de meest gevarieerde verzameling van stukken die Bach schreef. De diversiteit – vernieuwende werken naast tamelijk conservatieve - is mogelijk ook uitgangspunt geweest van de collectie.

### Overzicht van de koralen[4]
| Nr. | BWV     | titel van het deel                              | titel volgens de autograaf                                                                     | Soort koraal                                | maatsoort             | toonaard | vroege vormen          |
| --- | ------- | ----------------------------------------------- | ---------------------------------------------------------------------------------------------- | ------------------------------------------- | --------------------- | -------- | ---------------------- |
| 1   | BWV 651 | Fantasia super: Komm heiliger Geist, Herre Gott | J.J. Fantasia sup[er] Kom heiliger Geist. canto fermo in Pedal. di J S Bach./In Organo pleno   | koraalfantasie, cantus firmus in het pedaal | c                     | F        | BWV 651a               |
| 2   | BWV 652 | Komm heiliger Geist, Herre Gott                 | Komm heiliger Geist. alio modo. à 2 Clav. et Ped. di J.S. Bach.                                | koraalaria                                  | 3/4                   | G        | BWV 652a               |
| 3   | BWV 653 | An Wasserflüssen Babylon                        | Am Waßer/Flüßen/Babylon/a 2 Clav./et/Pedal di/J.S. Bach                                        | koraalaria                                  | 3/4                   | G        | BWV 653a, 653b         |
| 4   | BWV 654 | Schmücke dich, o liebe Seele                    | Schmücke/dich, o liebe/Seele./a 2 Clav. et/Pedal/di J.S. Bach                                  | koraalaria                                  | 3/4                   | Es       |                        |
| 5   | BWV 655 | Trio super: Herr Jesu Christ, dich zu uns wend  | Trio sup[er]/Herr Jesu Xst,/dich zu uns wend./a 2 Clav. et/Pedal di/J.S. Bach                  | koraaltrio                                  | c                     | g        | BWV 655a, 655b, 655c   |
| 6   | BWV 656 | O Lamm Gottes unschuldig (3 Versus)             | O Lam Gottes/unschuldig./3 Versus./di/J.S. Bach/I Versus. manualiter                           | koraalvariaties                             | 3/2 – 3/2 – 9/4 – 3/2 | A        | BWV 656a               |
| 7   | BWV 657 | Nun danket alle Gott                            | Nun dancket alle Gott. a 2 Clav. et Ped. canto fermo in Soprano. di J.S. Bach                  | koraalaria                                  | c                     | G        |                        |
| 8   | BWV 658 | Von Gott will ich nicht lassen                  | Von Gott will ich [nicht] laßen. canto fermo in pedal. di J.S. Bach                            | koraalaria                                  | c                     | f        | BWV 658a               |
| 9   | BWV 659 | Nun komm' der Heiden Heiland                    | Nun kom/der Heÿ/den Heÿ=/land./a 2Clav./et Ped./di/J.S. Bach                                   | koraalaria                                  | c                     | g        | BWV 659a               |
| 10  | BWV 660 | Trio super: Nun komm' der Heiden Heiland        | Trio, sup[er]/NUn kom der/Heyden Heÿland/a due Bassi/è canto fermo/di/J.S. Bach                | koraaltrio in ariavorm                      | c                     | g        | BWV 660a, 660b         |
| 11  | BWV 661 | Nun komm' der Heiden Heiland                    | Nun kom der/Heyden Heÿland./in Organo/pleno, canto/fermo in/Pedal/di/J.S. Bach                 | koraalfantasie, cantus firmus in het pedaal | c                     | g        | BWV 661a               |
| 12  | BWV 662 | Allein Gott in der Höh' sei Ehr                 | Allein Gott in der Höh seÿ Ehr. a 2 Clav. et Ped. canto fermo in Sopr. di J S Bach/Adagio      | koraalaria                                  | c                     | A        |                        |
| 13  | BWV 663 | Allein Gott in der Höh' sei Ehr                 | Allein Gott in/der Höh seÿ/Ehr./a 2 Clav. et Ped./canto fermo in Tenore/di JU.S.Bach/Cantabile | koraalaria                                  | 3/2                   | G        | BWV 663a               |
| 14  | BWV 664 | Trio super: Allein Gott in der Höh' sei Ehr     | Trio sup[er]/Allein Gott/in der Höh/seÿ Ehr./a 2 Clav. et/Ped. di J.S. Bach                    | koraaltrio                                  | c                     | A        | BWV 664a               |
| 15  | BWV 665 | Jesus Christus, unser Heiland                   | Jesus Christus unser Heyland. sub Comunione. pedaliter di J.S. Bach                            | vrije koraalbewerking                       | c                     | e        | BWV 665a               |
| 16  | BWV 666 | Jesus Christus, unser Heiland - Alio modo       | Jesus Christus unser p./alio modo/di/J.S. Bach                                                 | vrije koraalbewerking                       | 12/8                  | e        |                        |
| 17  | BWV 667 | Komm, Gott Schöpfer, heiliger Geist             | Kom Gott Schöpfer Heiliger Geist. in Organo plno con Pedale/obigato d[i] J.S. Bach             | koraalfantasie                              | c 12/8                | G        | Orgelbüchlein, BWV 631 |
| 18  | BWV 668 | Vor deinen Thron tret' ich hiermit              | Vor deinen Thron tret ich pp                                                                   | koraalmotet                                 | c                     | G        | Orgelbüchlein, BWV 641 |

## Vorm

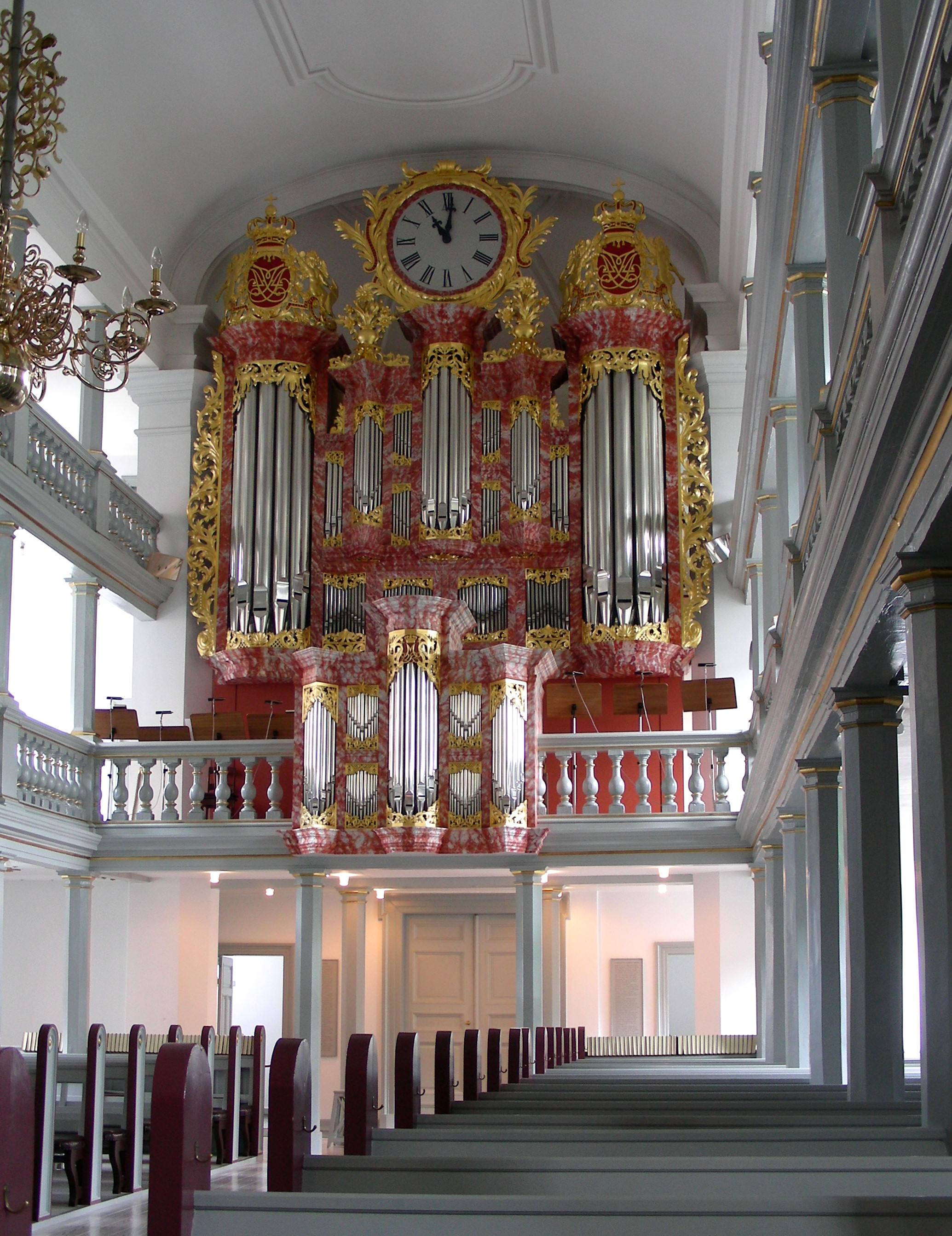
Kastens-orgel uit 1724-44 in de Garnizoenskerk te Kopenhagen; duidelijk zichtbaar is het rugpositief tegen de balustrade

Een orgelkoraal is een orgelwerk gebaseerd op de melodie van een kerklied of koraal. Een koraal is een strofisch gezang uit de Lutherse kerk. Tegen het eind van de 16e eeuw speelden organisten op basis van die koralen, zowel geïmproviseerd als vanuit genoteerde muziek. Toen Bach geboren werd waren er duizenden van die koralen. Bach zelf schreef ca. 200 orgelkoralen, waarvan een vijftigtal al voor 1707 (het jaar dat hij organist in Mühlhausen werd).
Orgelkoralen zijn in de volgende categorieën te verdelen:
- koraalmotet

De melodie van het koraal wordt duidelijk geïntroduceerd en vervolgens wordt van hieruit het orgelkoraal uitgewerkt met gebruikmaking van hetzelfde basisritme voor elke imitatie. Dit kan tot monotonie leiden, zeker bij lange melodieën; vandaar waarschijnlijk dat Bach weinig koralen, met name jeugdwerken, in deze vorm heeft geschreven. In de Leipziger koralen komen drie koraalmotetten voor (de twee zettingen van Jesus Christus, under Heiland en de tweede bewerking van Komm, Heiliger Geist, Herre Gott)
- koraalpartita of koraalvariaties

Een koraalpartita is een reeks variaties gegeven over de koraalmelodie. Typisch voor de koraalpartita is dat elke variatie de volledige koraalmelodie bevat en de variaties als zelfstandige delen optreden.
- koraalfantasie

In een koraalfantasie wordt de volledige melodie van het lied in één stem, meestal de sopraan, gegeven, met uitvoerige versieringen. De koraalfantasie heeft zijn oorsprong in Noord-Duitsland, het geesteskind van Sweelincks leerling Heinrich Scheidemann. Met name Dietrich Buxtehude werkte de vorm verder uit. Omdat het rugpositief het meest 'gericht' is op de gemeente, werd door componisten in die eerste zettingen aangegeven dat de versierde koraalmelodie gespeeld moest worden op het rugpositief, wat een standaardvoorziening is op de Noord-Duitse orgels.
Zeven van de Leipziger koralen zijn koraalfantasieën en daarmee de meest gebruikte koraalvorm in de verzameling (de tweede zetting van Komm, Heiliger Geist, de eerste van de drie bewerkingen van Allein Gott in der Höh sei Ehr, Nun komm, der Heiden Heiland, Schmücke dich, o liebe Seele en An Wasserflüssen Babylon)
Van invloed op Bach in het gebruik van Franse dansmuziek (met name de sarabande) was het werk van Georg Böhm, de meest productieve componist van op dansritmes gebaseerde koraalbewerkingen vóór Bach. Maar in Nun komm, der Heiden Heiland introduceert Bach een pedaalpartij die nog niet eerder was gebruikt, de lopende bas, een constante stapsgewijze beweging in een nootwaarde die de helft is van de slag. De lopende bas is ook een uiting van Bachs interesse voor Italiaanse muziek, en dan met name de sonates en concerten met lopende bassen van de laat-17e-eeuwse Italiaanse vioolschool, meer speciaal die van Arcangelo Corelli en Giuseppe Torelli.
In Schmücke dich, o liebe Seele gebruikt Bach de ritornello-vorm, de vaste vorm in de laat-barok voor aria's en concertdelen. Kenmerkend voor de ritornello is het terugkerend thema (het ritornello) gespeeld door het begeleidende orkest aan het begin van het deel, voordat de solist inzet, tijdens het deel als de solist zwijgt en aan het eind, na de laatste bijdrage van de solist. In een koraal-ritornello hebben de afzonderlijke frases van de liedmelodie de rol van de solist in een concerto, waarbij de frases worden gescheiden door het ritornello. Böhm was de eerste componist die koraal-ritornelli schreef en daarmee mogelijk ook Bachs voorbeeld.
In An Wasserflüssen Babylon wordt de versierde liedmelodie niet in de sopraan, maar in de tenor gespeeld op een afzonderlijk manuaal. Deze dispositie en de versieringen en de betrekkelijk langzame ritmes in de begeleidende stemmen geven het koraal het karakter van een Tierce en Taille (d.i. terts in de tenor), een standaardonderdeel in de Franse barokorgelmuziek. Het koraal is waarschijnlijk geschreven tussen 1712 en 1714, de tijd dat Bach Nicholas de Grigny's Premier livre de orgue kopieerde, waarvan de Tierce en Taille de meest vooraanstaande is uit het repertoire.

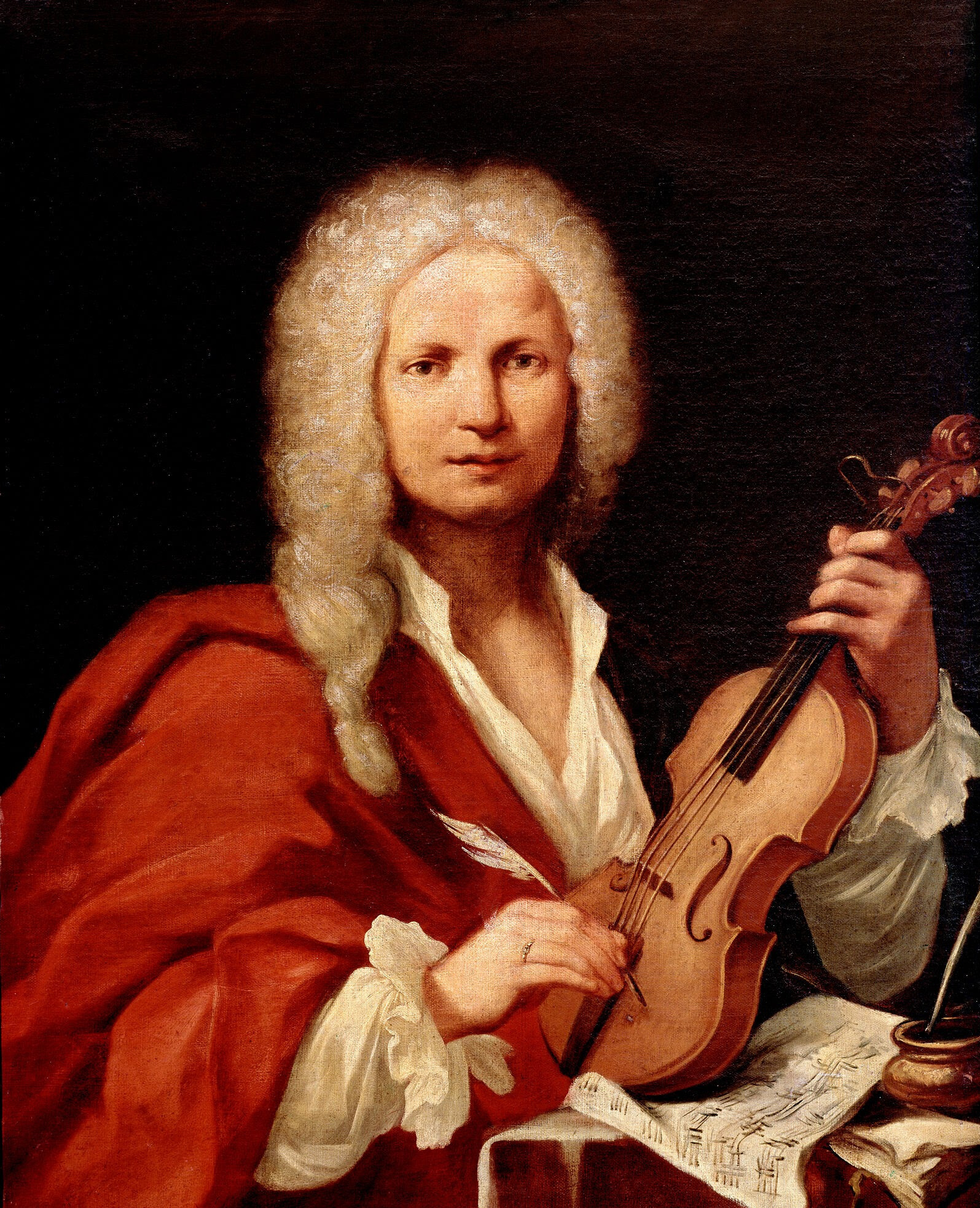
Antonio Vivaldi

- cantus firmuskoraal

In een cantus firmus koraal is het hele lied opgenomen in lange noten (zoals in de Frans-Vlaamse polyfone missen uit de late Middeleeuwen). Het koraallied is doorgaans genoteerd in halve noten, terwijl de begeleidende figuratie in achtste en zestiende noten is genoteerd. Het lied klinkt in de sopraan of in de bas, met weinig of geen versieringen.
Sweelinck en diens leerling Scheidt gebruikten deze stijl in hun koraalpartita's; Johann Pachelbel gebruikte het als eerste in werken met slechts één deel, in totaal in 50 driestemmige werken. Rond 1700 was het cantus firmuskoraal de standaard koraalvorm in centraal Duitsland.
Vijf Leipiger koralen zijn cantus firmuskoralen (Nun danket alle Gott, Vor deinen Thron tret ich hiermit, Komm, Heiliger Geist, Herre Gott, de derde zetting van Nun komm, der Heiden Heiland en Von Gott will ich nicht lassen). Het ritornellogebruik en de voortdurende stuwing van 16-en in Nun danket alle Gott en Komm, Heiliger Geist, Herre Gott – beide rond 1714 gecomponeerd - kwamen tot stand door de invloed van Antonio Vivaldi, muziek waarmee Bach in aanraking kwam na 1713, toen Prins Johann Ernst van Weimar tijdens zijn verblijf in Amsterdam een grote partij muziek naar huis stuurde. In die verzameling zaten waarschijnlijk ook Vivaldi's L'Estro Armonico concerten; Bach bewerkte in de daaropvolgende jaren een aantal van deze concerten (BWV 593, 594 en 596) en assimileerde Vivaldi's stijl in zijn eigen vocale en instrumentale werken.
- koraaltrio

Een koraaltrio is een driestemmige zetting van een lied, waarbij de twee bovenstemmen elk op een manuaal worden gespeeld en de lage stem op de pedalen. Armsdorff, Pachelbel, Zachow en Walther gebruikten deze vormen veelvuldig in hun werken. Zij pasten dit toe in cantus firmuskoralen, met één stem in lange noten voor de liedtekst. Bach werkte in de Leipziger koralen de vorm echter uit tot trio's in de stijl van Italiaanse sonates en concerten. Het meest doorgevoerd is dit in de koralen Herr Jesu Christ, dich zu uns wend en Allein Gott in der Höh sei Ehr. In beide werken verenigt Bach de Italiaanse ritornellovorm met de cantus firmuskoraal. Als voorbeelden hebben mogelijk de werken van Giuseppe Torelli gediend, wiens opus 8 een baken is in de geschiedenis van het concerto is. Bach kwam met diens werk in aanraking door het bezoek van Torelli's leerling Pisendel aan Weimar in 1709. Bach maakte in elk geval een bewerking van een concert van Torelli (BWV 979).

## Ontstaansgeschiedenis
De meeste van de Leipziger koralen zijn in vroege versies uit Bachs Weimarer periode (1708-1717) overgeleverd, in kopieën van de hand van Johann Gottfried Walther, een neef van moederkant van Bach die organist van de stadskerk van Weimar was, en Johann Tobias Krebs, die eerst leerling van Walther en later van Bach is geweest.
In het manuscript zijn in de schoonschrift versies latere herzieningen toegevoegd; van BWV 660 is ook de Weimar autograaf aan het manuscript toegevoegd. De wijzigingen zijn soms klein, soms radicaal; Herr Jesu Christ, dich zu uns wend (BWV 655) bestaat zelfs in vier steeds opnieuw herziene versies. De twee laatste koralen, Komm, Gott Schöpfer, Heiliger Geist (BWV 667) en Vor deinen Thron tret ich hiermit, BWV 668, zijn beide uitgebreide versies van korte bewerkingen die in het Orgelbüchlein voorkomen.
BWV 667 is 18 maten langer dan BWV 631a, met een volledige stem van het koraal in de pedalen met een lang aangehouden bas aan het eind. Maar een vroegere versie van BWV 667 toont aan dat het deel niet speciaal voor de Leipziger koralen is geschreven en het zou zelfs mogelijk zijn dat BWV 631a voortkomt uit BWV 667(DLH). Voor BWV 668 lijkt BWV 641 (Wenn wir in höchsten Nöthen sein) uit het Orgelbüchlein het origineel te zijn. De uitgebreide en herzien versie, BWV 668, werd gedrukt en opgenomen in de samengeraapte eerste editie van Die Kunst der Fuge, bedoeld als compensatie voor de onvolledige eindfuga in dat werk.
Ook Marpurg schreef in de tweede druk (uit 1752) van Die Kunst der Fuge dat het werk door Bach zelf, die blind was geworden, was gedicteerd. Door dit verhaal heeft het werk in Angelsaksische landen de bijnaam 'Deathbed Chorale' (doodsbedkoraal) gekregen.

## Receptie

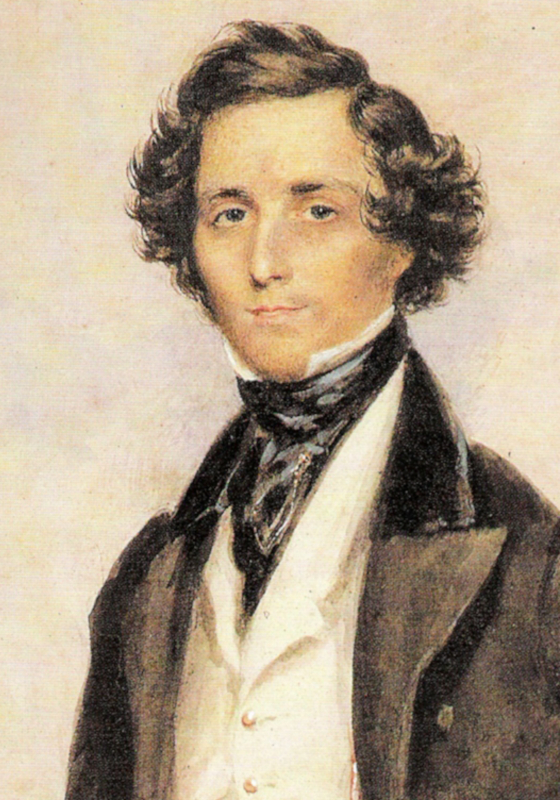
Felix Mendelssohn Bartholdy

De Leipziger koralen hebben vanaf het begin een belangrijke en invloedrijke rol gehad op zowel uitvoerende musici als op componisten.
Om te beginnen gebruikte Bach de koralen zelf in het onderricht van zijn leerlingen. Van die leerlingen maakten o.a. Krebs, Gerber, Agricola, en Kittel kopieën van de werken.
Na Bachs dood bleven de koralen circuleren in Leipzig. Dertien ervan zaten in de verzameling van manuscripten die de Leipziger muziekuitgeverij Breitkopf, voor kopieer- en verkoopdoeleinden, in bezit had. Kirnberger, componist en vooral ook muziektheoreticus, was verantwoordelijk voor de verspreiding van de koralen in en rond Berlijn. Na zijn benoeming aan het hof van Prinses Anna Amalia van Pruisen bezorgde hij een grote publicatie uit de Bachmanuscripten.
Aan het begin van de 19e eeuw waren de Leipziger koralen in heel Duitsland bekend, hoewel veelal niet in gedrukte vorm. De eerste gedrukte uitgave van een koraal (BWV 664) verscheen van de hand van Johann Gottfried Schicht, als onderdeel van een vierdelige uitgave gewijd aan Bachs muziek (J.S. Bachs Choral-Vorspiele für die Orgel, 1803-06). De uitgave had invloed op Robert Schumann, die zijn levenlang een verdediger was van het werk van Bach.
Maar het was Felix Mendelssohn Bartholdy die het grootste deel van de koralen uitgaf (15 in totaal) als onderdeel van zijn in 1815 in Londen gepubliceerde John Sebastian Bachs Organ Compositions on Corales (Psalm Tunes). De uitgave zit vol fouten, omdat Mendelssohn zich niet op de autografen kon baseren. Johannes Brahms bezat Mendelsohns uitgave. Evenals Schumann was Brahms een groot Bachbewonderaar en de koralen hebben zijn eigen werken op dit gebied (met name de Elf Choralvorspiele op. posth. 122) sterk beïnvloed.
Andere componisten die zich bezighielden met Bachs koralen waren Ferruccio Busoni en Max Reger; beide musici maakten pianobewerkingen van enkele koralen.
In Frankrijk was de top van de Franse orgelschool aan het eind van de 19e eeuw en het begin van de 20e eeuw eveneens hevig geïnteresseerd in Bachs orgelmuziek en de Leipziger koralen in het bijzonder: César Franck, Alexandre Guilmant, Charles Marie Widor en Marcel Dupré.
Twintigste-eeuwse componisten en musici bestudeerden de koralen en maakten er bewerkingen van. Arnold Schoenberg, met zijn grote interesse in de Duitse muzikale traditie waarin hij zichzelf geplaatst zag, maakte orkestraties van een tweetal koralen (BWV 654 en 667), die eigenlijk hercomposities zijn. Ralph Vaughan Williams bewerke Schmücke dich (BWV 654) voor solo cello en strijkers ter ere van de 80e verjaardag van Pablo Casals. De dirigent en organist Leopold Stokowski maakte voor zijn orkest, de Philapdelphia Orchestra, veel transcripties van Bachs orgelwerken, waaronder ook Nun komm, der Heiden Heiland (BWV 659)

### Transcripties van de Leipziger koralen[17]
| bewerker en bestemming                      | benaming | titel(s) en BWV-nr(s) van getranscribeerde koraal/koralen |
| ------------------------------------------- | --- | --- |
| Carl Tausig (1841-71)(piano)                | Choralvorspiele für die Orgel von Johann Sebastian Bach: Für das Clavier übertragen von Carl Tausig. Berlijn, z.j. (opgedragen aan Brahms)         | O Lammes Gottes unschuldig, BWV 656 |
| Ferruccio Busoni (piano)                    | Orgelchoralvorspiele von Johann Sebastian Bach: Auf das Pianoforte im Kammerstyl übertragen von Ferruccio Benvenuto Busoni, 2 delen, Leipzig, 1898 | Nun komm, der Heiden Heiland, BWV 659; Jesus Christus, unser Heiland, BWV 665; Komm, Gott Schöpfer, Heiliger Geist, BWV 667                                                                    |
| Max Reger (piano)                           | Ausgewählte Choralvorspiele von Joh. Seb. Bach: Für Klavier zu 2 Händen übertragen von Max Reger, Wenen, 1900                                      | Komm Heiliger Geist, Herre Gott, BWV 651; An Wasserflüssen Babylon, BWV 653b; Schmücke dich, o liebe Seele, BWV 654; Nun danket alle Gott, BWV 657; Vor deinen Thron tret ich hiermit, BWV 668 |
| Arnold Schoenberg (orkestratie)             | Choralvorspiele von Joh. Seb. Bach instrumentiert von Arnold Schoenberg, Wenen, 1925                                                               | Schmücke dich, o liebe Seele, BWV 654; Komm, Gott Schöpfer, Heiliger Geist, BWV 667 |
| Wilhelm Kempff (piano)                      | Musik des Barock und Rokoko, für Klavier übertragen von Wilhelm Kempff, Berlijn, 1932                                                              | Nun komm' der Heiden Heiland, BWV 659 |
| Leopold Stokowski (orkestratie)             | niet gepubliceerd, opgenomen op 7 april 1934 | Nun komm' der Heiden Heiland, BWV 659 |
| Ralph Vaughan Williams (cello en strijkers) | niet gepubliceerd; uitgevoerd in Londen op 28 december 1956                                                                                        | |

## Geselecteerde discografie
- Ton Koopman, Organ Works Vol. 2 (Christian Müller orgel van de Grote Kerk te Leeuwarden; met de Schüblerkoralen; uitvoeringen met toevoeging van gezongen koralen)(Teldec 2CDs 4509-94459-2)
- Bernard Foccroulle (Silbermann-orgel van de Dom van Freiberg; met Preludes en fuga's BWV 545 & 546 en de Kanonische Veränderungen BWV 769a)(Ricercar RIC 212)